# Степанецьке лісництво

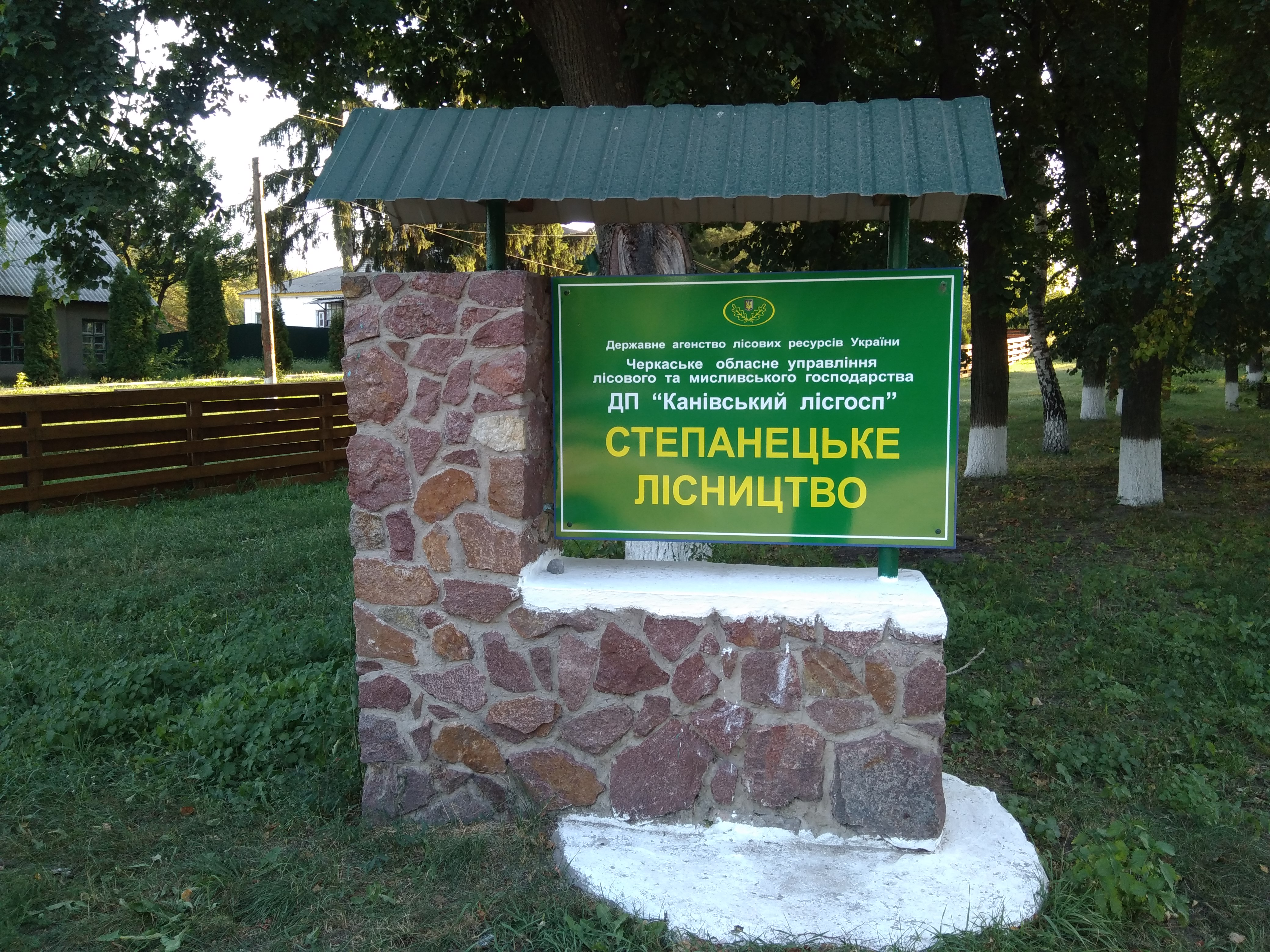

Степане́цьке лісництво — структурний підрозділ Канівського лісового господарства Черкаського обласного управління лісового та мисливського господарства.
Офіс знаходиться у c. Степанці, Канівський район, Черкаська область.

## Лісовий фонд
Лісництво охоплює ліси Канівського району на площі 5144 га.

## Об'єкти природно-заповідного фонду
У віданні лісництва не перебувають об'єкти природно-заповідного фонду.